# Duo Normand
Das Duo Normand war ein französisches Straßenradrennen.
Das erstmals 1982 veranstaltete Eintagesrennen wurde alljährlich im September als Paarzeitfahren ausgerichtet. Der auf einer Strecke von 54 km ausgetragene Wettbewerb gehörte seit 2005 in der Kategorie 1.2 zur UCI Europe Tour. 2012 wurde das Rennen in die Kategorie 1.1 hochgestuft. Rekordsieger ist das Duo Luke Durbridge / Svein Tuft, das den Wettbewerb drei Mal gewinnen konnte. Der Brite Christopher Boardman und der Franzose Thierry Marie erzielten ebenfalls drei Siege, allerdings jeweils mit anderen Partnern.

## Sieger
| - 1982: Philippe Bouvatier / Bruce Péan - 1983: Brian Holm Sörensen / Jack Olsen - 1984: Christophe Gicquel / Christophe Bachelot - 1985: Thierry Marie / Charly Mottet - 1986: Jack Olsen / Peter Gilling - 1987: Thierry Marie / Gérard Rué - 1988: Thierry Marie (3) / Philippe Bouvatier - 1989: Romes Gajinetdinow / Pawel Tonkow - 1990: Dimitri Wassilitschenko / Juri Manujlow - 1991: Wjatscheslaw Dschawanjan / Andrei Teterjuk - 1992: Gianfranco Contri / Luca Colombo - 1993: Chris Boardman / Laurent Bezault - 1994: Gianfranco Contri / Cristian Salvato - 1995: Emmanuel Magnien / Stéphane Petilleau - 1996: Chris Boardman / Paul Manning - 1997: Henk Vogels / Cyril Bos - 1998: Magnus Bäckstedt / Jérôme Neuville - 1999: Chris Boardman (3) / Jens Voigt - 2000: László Bodrogi / Daniele Nardello | - 2001: Jonathan Vaughters / Jens Voigt - 2002: Jewgeni Petrow / Filippo Pozzato - 2003: Jean Nuttli / Philippe Schnyder - 2004: Eddy Seigneur / Frédéric Finot - 2005: Sylvain Chavanel / Thierry Marichal - 2006: Ondřej Sosenka / Radek Blahut - 2007: Bradley Wiggins / Michiel Elijzen - 2008: Michael Tronborg / Martin Mortensen - 2009: Nikolai Trussow / Artjom Owetschkin - 2010: Artjom Owetschkin / Alexandru Pliușchin - 2011: Thomas Dekker / Johan Vansummeren - 2012: Luke Durbridge / Svein Tuft - 2013: Luke Durbridge / Svein Tuft - 2014: Reidar Bohlin Borgersen / Truls Engen Korsaeth - 2015: Victor Campenaerts / Jelle Wallays - 2016: Luke Durbridge (3) / Svein Tuft (3) - 2017: Anthony Delaplace / Pierre-Luc Périchon - 2018: Rasmus Christian Quaade / Martin Toft Madsen - 2019: Rasmus Christian Quaade / Mathias Norsgaard Jørgensen |